# Marineministre fra Danmark
Liste over Marineministre i Danmark fra 1848-1905. 

## Marineministre i Danmark
| Periode   | Navn                 | Parti | Regering                          |
| --------- | -------------------- | ----- | --------------------------------- |
| 1848      | A.W. Moltke          |       | Moltke I                          |
| 1848-1850 | C.C. Zahrtmann       |       | Moltke I, Moltke II               |
| 1850      | Carl Irminger        |       | Moltke II                         |
| 1850-1852 | Carl van Dockum      |       | Moltke II, Moltke III, Moltke IV  |
| 1852-1854 | Steen Andersen Bille |       | Bluhme I, Ørsted                  |
| 1854-1859 | O.W. Michelsen       |       | Bang, Andræ, Hall I               |
| 1859-1860 | H.N. Thestrup        |       | Rotwitt (dobbelt)                 |
| 1860-1863 | Steen Andersen Bille |       | Hall II                           |
| 1863-1865 | O.H. Lütken          |       | Monrad, Bluhme II                 |
| 1865-1866 | H.H.S. Grove         |       | Frijs (J.B.S. Estrup vikarierede) |
| 1866-1867 | Carl van Dockum      |       | Frijs                             |
| 1867-1869 | O.F. Suenson         |       | Frijs                             |
| 1869-1870 | Waldemar Raasløff    |       | Frijs                             |
| 1870-1872 | Wolfgang Haffner     |       | Holstein-Holsteinborg             |
| 1872-1873 | C.A.F. Thomsen       |       | Holstein-Holsteinborg             |
| 1873-1875 | N.F. Ravn            |       | Holstein-Holsteinborg, Fonnesbech |
| 1875-1877 | Wolfgang Haffner     |       | Estrup                            |
| 1877-1879 | J.C.F. Dreyer        |       | Estrup                            |
| 1879-1900 | N.F. Ravn            |       | Estrup, Reedtz-Thott, Hørring     |
| 1900-1901 | C.G. Middelboe       |       | Sehested                          |
| 1901-1905 | F.H. Jøhnke          |       | Deuntzer                          |

Herefter ændredes titlen til forsvarsminister – Se liste over Forsvarsministre i Danmark